# Futbol als Països Catalans
El futbol és l'esport més practicat, i que més seguidors té del territori dels Països Catalans. El primer equip català, va ser el Palamós Foot-Ball Club l'any 1898. Tot i així els Països Catalans no tenen una Federació que s'encarregui de tot el conjunt territorial. En lloc d'això disposa de quatre Federacions que s'encarreguen de gestionar el territori: La Federació Andorrana de Futbol, la Federació Valenciana de Futbol, la Federació de Futbol de les Illes Balears i la Federació Catalana de Futbol.

## Història

### Catalunya
Es va introduir a finals del segle xix, principalment per l'entusiasme de treballadors britànics residents al país o estudiants catalans que havien estat a la Gran Bretanya.
El primer club de futbol que es creà a Catalunya fou el Palamós Foot-Ball Club fundat el 1898, però el lloc on més es desenvolupà fou a la ciutat de Barcelona on ràpidament nasqueren gran quantitat de clubs destacant el Català SC, el Foot-Ball Club Barcelona, ambdós del 1899, l'Hispània Football Club i la Societat Espanyola de Football del 1900, el FC Internacional i l'Universitari SC del 1901, l'X Sporting Club del 1902, el Centre d'Esports Sabadell del 1903, el FC Espanya del 1905 i el CE Europa del 1907.

### Principat d'Andorra
El club més important del Principat ha estat el Futbol Club Andorra, nascut el 15 d'octubre de 1942 a l'escalf del col·legi Meritxell. Participa en les categories de la Federació Catalana de Futbol a la que està afiliat. Ha participat diversos anys a la Segona Divisió B del futbol espanyol i el seu èxit més important ha estat el títol de la Copa Catalunya de la temporada 1993-94, després de derrotar per 2 a 1 el Barcelona a semifinals i l'Espanyol en els penals per un resultat global de 4 a 2 a la final disputada l'estadi Municipal de Vilassar de Mar, després d'empatar a zero en el temps reglamentari.

### País Valencià
A la ciutat de València el 1909 nasqueren el Llevant FC degà del País, que es fusionà amb el Gimnastico FC per formar el Levant UE que manté la data de fundació del club original. Altres clubs destacats durant aquests anys foren l'Hispano i Espanya FC (aquests dos es fusionaren en l'Hispania), Deportiu Espanyol, Norte de Russafa, Algirós, Stadium, Yale de València i Sagunt.
El 1919, el Deportiu Espanyol desapareix i alguns dels seus elements creen el 18 de març el València CF, adoptant el nom de l'antic club de la ciutat. El seu primer camp fou Algirós, fins al 1923, que s'inaugurà Mestalla. La temporada 1943-44 l'equip va ressuscitar un club modest anomenat Cuenca com a club filial, que més tard es reanomenà com a CE Mestalla.

### Illes balears
A les Illes Balears les primeres manifestacions de futbol les trobem l'any 1903 amb l'aparició del Veloç Sport Balear, secció d'un equip ciclista. El futbol, igual que a altres zones, començà a l'ombra del ciclisme, a velòdroms com Tirador i Son Espanyolet (en aquest darrer es disputà el primer partit de futbol organitzat el 1903). Altres clubs apareguts els primers anys del futbol a Mallorca són l'Espanya, l'Alfons, Blanc i Negre, Mecànic FC, Nou Balear, Palma, Progrés, Palmesà, Espanyol, Unió Protectora Mercantil i Assistència Palmesana. El 1904 es disputa el primer campionat a les illes que guanya el Veloç Sport Balear. El Campionat Balear, pròpiament dit, es disputà del 1923 al 1946.

## Competicions de Futbol als Països Catalans
- Principat de Catalunya:
  - Copa Catalunya de futbol masculina
  - Copa Catalunya de futbol femenina
- Illes Balears:
  - Campionat de les Balears de futbol
  - Trofeu Illes Balears
  - Primera Regional Preferent mallorquina de futbol
- País Valencià:
  - Campionat de València de futbol
  - Campionat de Llevant de futbol
- Principat d'Andorra:
  - Lliga andorrana de futbol
  - Copa Constitució
  - Supercopa andorrana de futbol
- Conjunt del Territori dels Països Catalans:
  - Lliga Mediterrània de Futbol

## Selecció de futbol de Catalunya-Llevant
Els Països Catalans, va disposar d'una selecció nacional l'any 1950, per a tan sols un partit amistós davant el 'AC San Lorenzo de Almargo, mític equip argentí. El partit el va guanyar els conjunt de Catalunya-Llevant per 2-1 al camp de les corts de Barcelona.